# Pavel Kubeš
Pavel Kubeš (* 1. dubna 1972) je bývalý český fotbalista, záložník.

## Fotbalová kariéra
V československé a české lize hrál za FC Baník Ostrava, FC Karviná a SK Hradec Králové. Nastoupil v 118 ligových utkáních a dal 2 góly. Ve druhé lize hrál i za Baník Havířov.

## Ligová bilance
| Ročník                                   | Zápasy | Góly | Klub              |
| ---------------------------------------- | ------ | ---- | ----------------- |
| 1. československá fotbalová liga 1992/93 | 7      | 0    | Baník Ostrava     |
| 2. česká fotbalová liga 1995/96          | 22     | 3    | Baník Havířov     |
| 1. česká fotbalová liga 1996/97          | 27     | 1    | FC Karviná        |
| 2. česká fotbalová liga 1997/98          | 26     | 4    | FC Karviná        |
| Gambrinus liga 1998/99                   | 27     | 1    | FC Karviná        |
| 2. česká fotbalová liga 1999/00          | 13     | 1    | FC Karviná        |
| Gambrinus liga 1999/00                   | 7      | 0    | SK Hradec Králové |
| 2. česká fotbalová liga 2000/01          | 16     | 1    | SK Hradec Králové |
| Gambrinus liga 2001/02                   | 25     | 0    | SK Hradec Králové |
| Gambrinus liga 2002/03                   | 25     | 0    | SK Hradec Králové |
| CELKEM 1. liga                           | 118    | 2    |                   |